# Morton Bagot
Morton Bagot est un village et une paroisse civile du Warwickshire, en Angleterre.